# 松岡龍平
松岡 龍平（まつおか りょうへい、1980年1月15日 - ）は、日本の俳優。以前はスターダス・21に所属していた。
三重県出身。身長175cm。B：88、W：72、H：90、S：26.0cm。体重54kg。血液型O型。趣味はひとり旅、遺跡発掘、スノーボード、歌、楽器演奏（ピアニカ・ギター）。特技は剣道（三段）、デザイン、関西・名古屋弁。

## 出演

### 映画
- ラスト サムライ（2004年）
- すみれ人形（2007年）準主役・速水蛍介 役
- アルビノの木（2016年） 主演・ユク 役
- 光る川（2025年） 楷 役[1]

### ドラマ
- 芋たこなんきん（2007年、NHK）「たこ芳」の板前 役
- 喰いタン2 第6話（2007年、日本テレビ）亀山良彦 役
- 陽炎の辻〜居眠り磐音 江戸双紙〜 第5、6話（2007年、NHK）今戸永助 役

### CM
- 日本マクドナルド（2005年）
- エステー化学（現 エステー） ムシューダ（2006年）
- ホンダ バモス（2007年）